# Chiesa di San Giuseppino

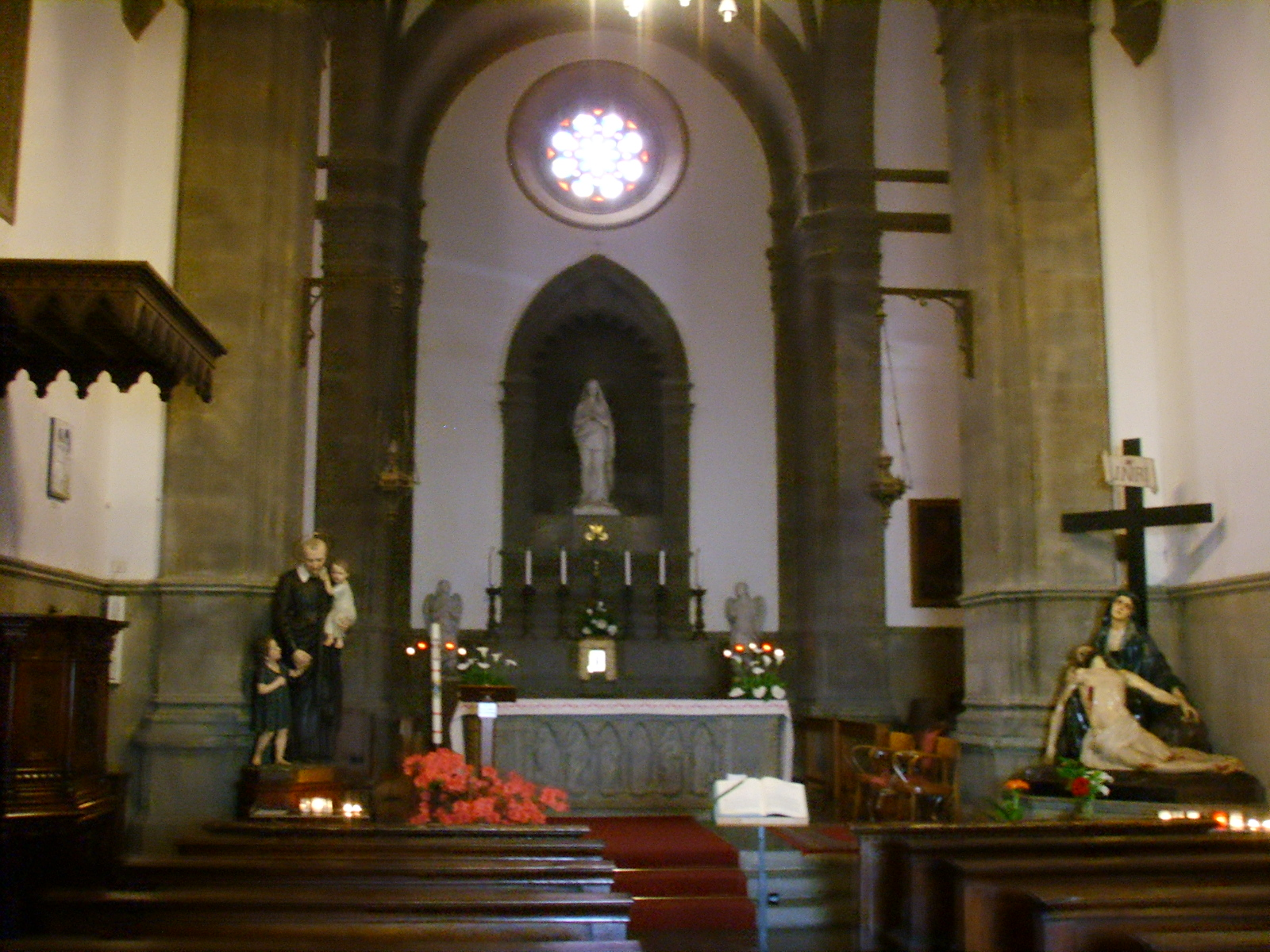
Interno

La chiesa di San Giuseppe, detta San Giuseppino, è un luogo di culto cattolico che si trova a Firenze, in via Santa Caterina d'Alessandria e all'angolo con via delle Ruote.

## Storia
Questo piccolo edificio di culto si trova dove nel 1780 venne costruito l'obitorio vicino alla chiesa di Santa Caterina d'Alessandria, detto la "stanza di santa Caterina". Completato e messo in funzione il 23 aprile 1784, serviva a raccogliere le salme defunte in città che di notte, vista la vicinanza con le mura, venivano trasportate con una colonna di carri verso il cimitero di Trespiano: le leggi dell'epoca avevano infatti recentemente vietato la tumulazione all'interno delle mura cittadine. I Frati Cappuccini, incaricati della cura dell'obitorio, chiesero e ottennero, nel 1857, che il Comune progettasse un ampliamento della cappella, anche per soddisfare le esigenze religiose del quartiere circostante e il 6 febbraio 1858 venne firmato un contratto per la ricostruzione, su progetto dell'ingegner Gatteschi.
Realizzata in pietraforte delle cave di Monteripaldi, fu sovvenzionata anche da re Vittorio Emanuele II tra il 1860 e il 1867, con la cerimonia di consacrazione avvenuta il 7 novembre 1870. Nel 1893 l'obitorio traslocò al Romito, in via del Mugnone, presso l'attuale chiesa del Sacro Cuore al Romito. Alla fine della prima guerra mondiale fu data in custodia alle Suore Irlandesi dell'Istituto di Santa Reparata, diventando molto frequentata dalla comunità anglofona fiorentina. Dal 1947 infine se ne occupano i Missionari Vincenziani, provenienti da San Jacopo oltr'Arno, che risiedono nell'edificio attiguo alla chiesa, il palazzo della Missione, acquistato dal Demanio.
Oggi la chiesa è sottoposta alla vicina chiesa di Nostra Signora del Sacro Cuore.

## Descrizione
La chiesa, in stile neogotico, presenta la facciata a capanna e l'interno a navata unica con transetti laterali. Sul portale centrale sono scolpiti i simboli dei quartieri cittadini che ogni anno si affrontano nel calcio in costume. La lunetta ha un bassorilievo della Pietà di Luigi Cartei (1859). Sull'altare è presente una statua dell'Immacolata Concezione di Emilio Santarelli, donata nel 1861, autore anche degli angeli ai lati (1873).

## Omonimie
Esistono in città anche una chiesa di San Giuseppe nell'omonima via San Giuseppe, più importante perché parrocchia, e un piccolo oratorio di San Giuseppe in via Sant'Antonino.

## Altre immagini

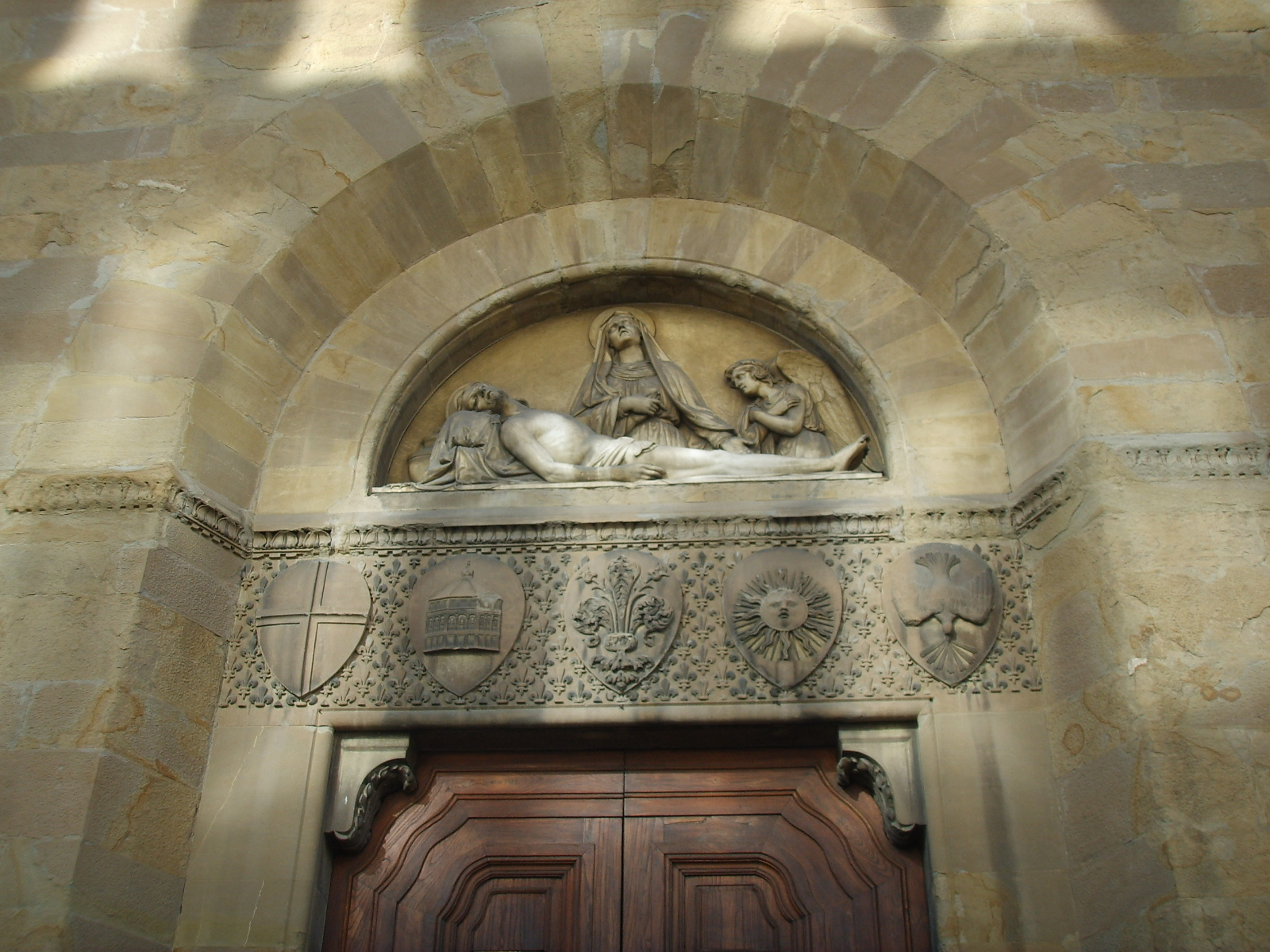
Il portale centrale con gli stemmi dei quartieri storici di Firenze
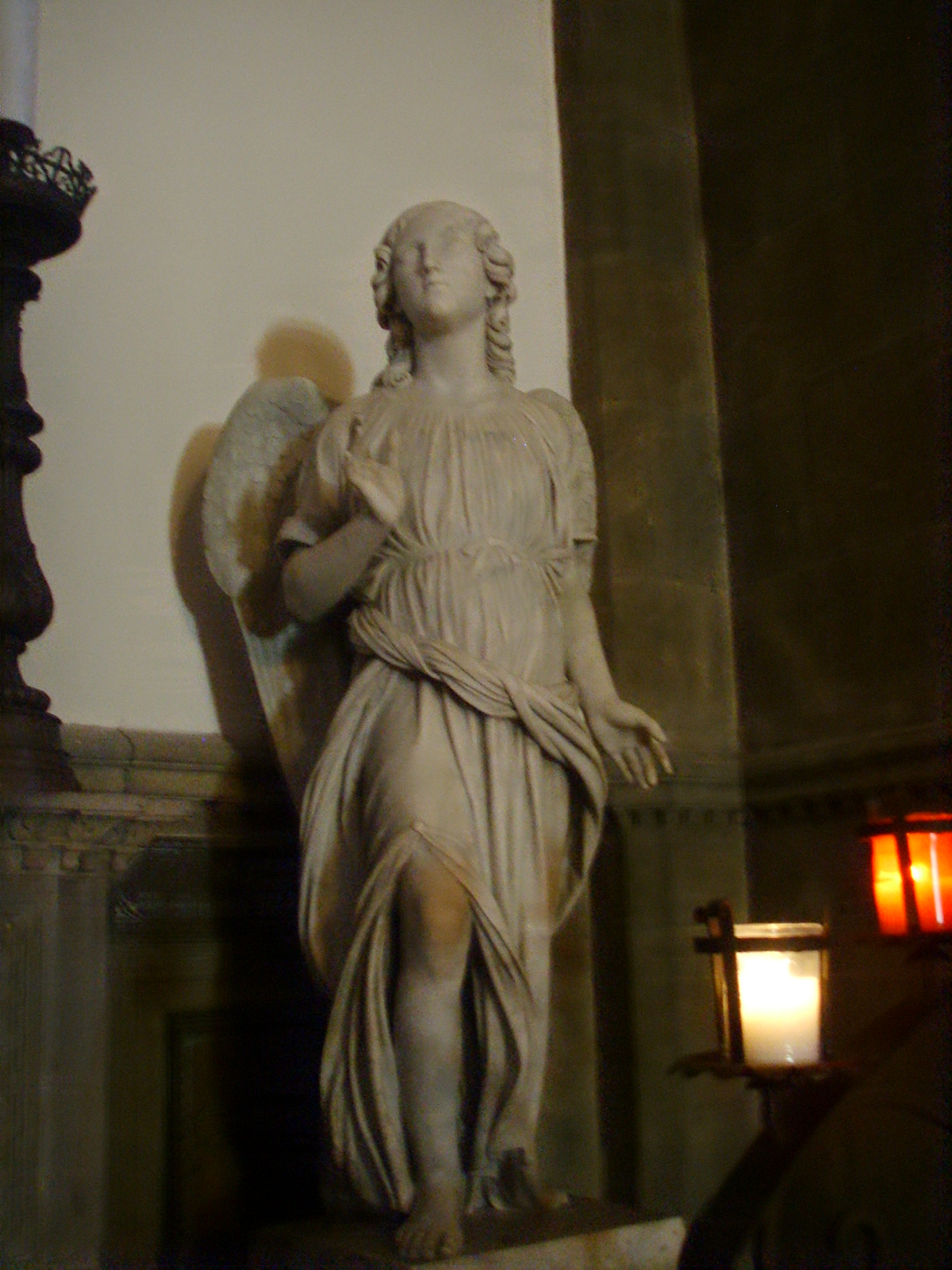
Angelo
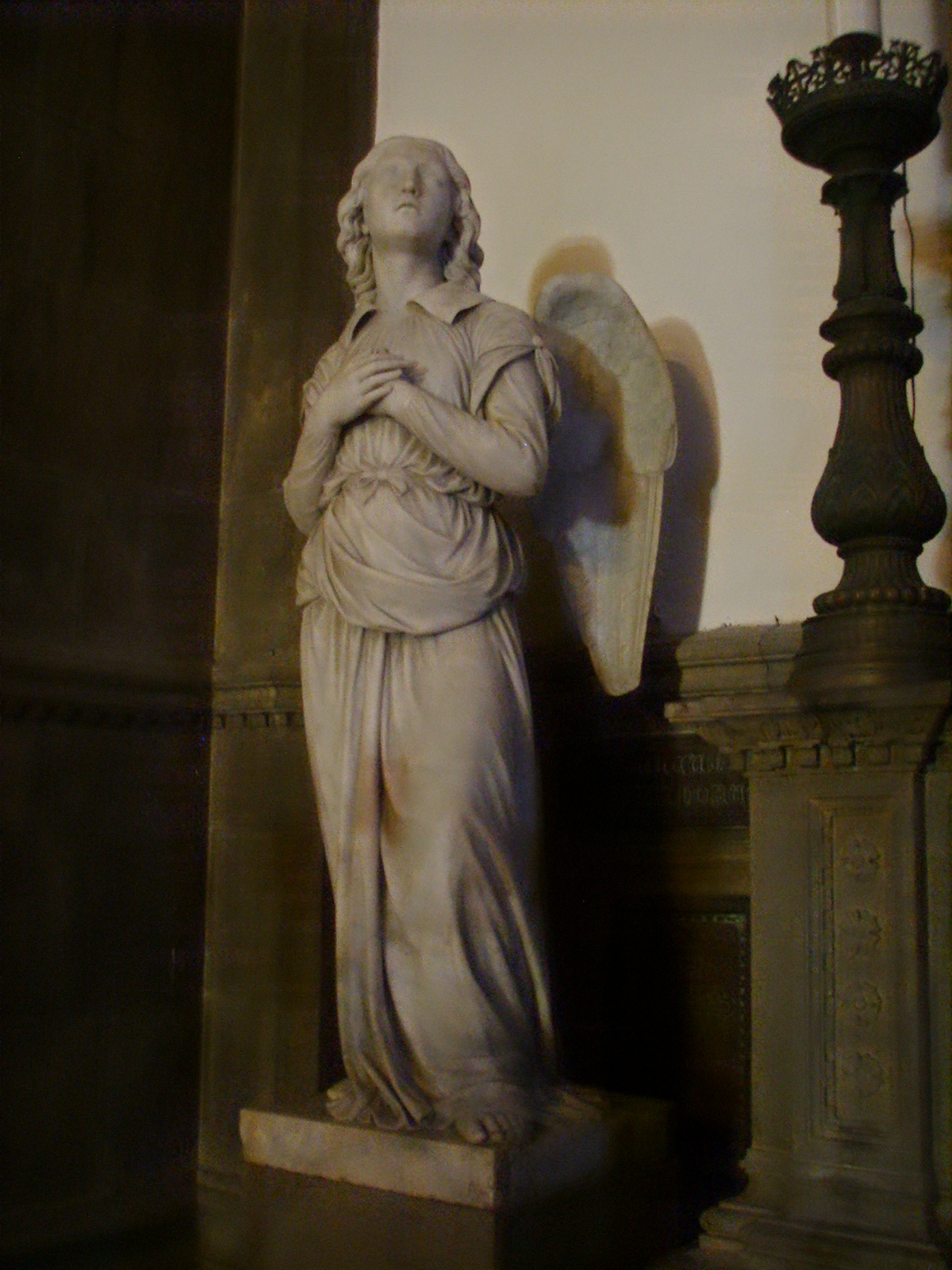
Angelo